# Filchnerella kukunoris
Filchnerella kukunoris is een rechtvleugelig insect uit de familie Pamphagidae. De wetenschappelijke naam van deze soort is voor het eerst geldig gepubliceerd in 1948 door Bey-Bienko.